# Latour (restaurant)
Latour is een restaurant in hotel Huis ter Duin in Noordwijk (Zuid-Holland). Het heeft sinds 2005 een Michelinster.
Behalve in het restaurant zelf kan er ook gedineerd worden in de wijnkelder.

## Chef-kok
Chef-kok Marcel van Lier werkt sinds februari 2000 bij Latour, waar hij Erik Jansen opvolgde.

## Onderscheidingen
- Roussillon Dessert Trophée: 2004, 2007[bron?]
- Grand Concours Laurent-Perrier: 2005[8]